# Partito Comunista del Nepal (marxista-leninista unificato)
Il Partito Comunista del Nepal (marxista-leninista unificato) (in inglese Communist Party of Nepal (Unified Marxist–Leninist) - CPN (UML)) è stato un partito politico nepalese di ispirazione marxista democratica fondato nel gennaio 1991 dall'unificazione di due distinti soggetti politici:
- il Partito Comunista del Nepal (marxista-leninista);
- il Partito Comunista del Nepal (marxista).

Nel periodo della Guerra civile nepalese (1995-2005) si è sempre schierato a favore di negoziati tra il governo di Kathmandu e i maoisti di Prachanda.
Ha fatto parte del Loktantra Andolan (o Jana Andolan II), l'insurrezione che nell'aprile del 2005 ha costretto il re Gyanendra Bir Bikram Shah Dev a cedere i poteri avviando il processo di transizione democratica in corso.
Ha fatto quindi parte dell'Alleanza dei sette partiti che ha governato il Nepal dal 2006 al 2008, nella fase di transizione verso l'elezione di un'Assemblea Costituente.
Alle elezioni parlamentari del 2008 ha subito una storica sconfitta, superato sia dal Partito Comunista Unificato del Nepal (maoista) sia dal Partito del Congresso Nepalese. A seguito di questa sconfitta, il leader storico del partito Madhav Kumar Nepal si è dimesso e al suo posto si è insediato Amrit Kumar Bohara.
Alle successive elezioni parlamentari del 2013 si è piazzato al secondo posto, dopo il Congresso Nepalese, ottenendo il 23,7% dei voti con 175 seggi.

## Storia

### Prime attività

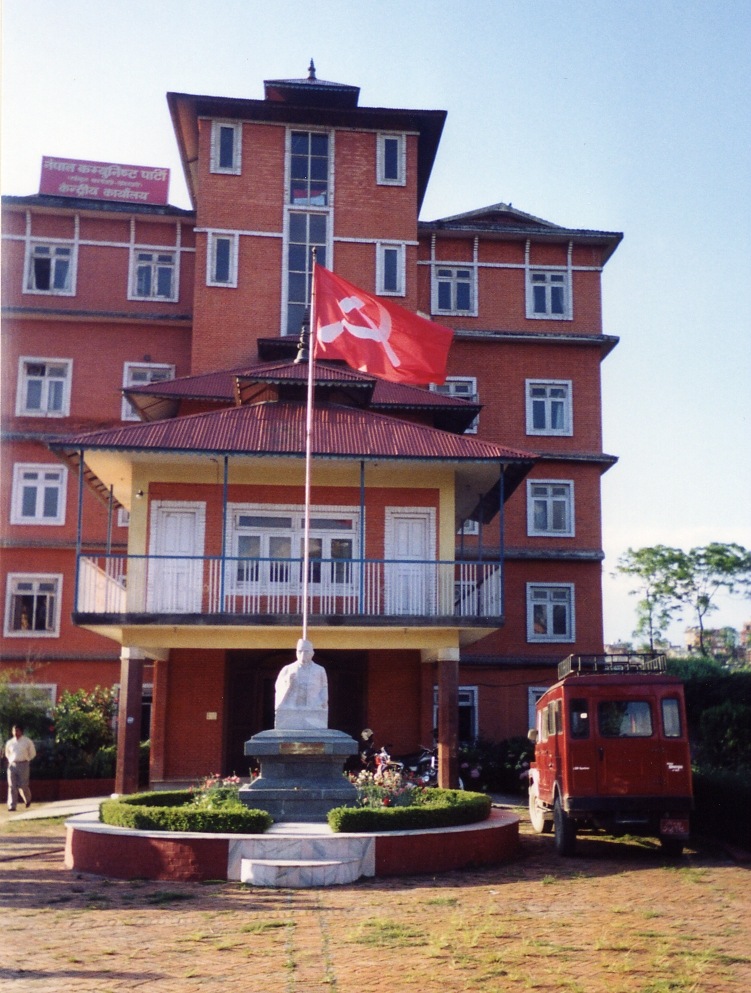
Sede del CPN (UML)

Il PCN(UML) nacque il 6 gennaio 1991 dall'unificazione del Partito Comunista del Nepal (marxista-leninista) e del Partito Comunista del Nepal (marxista), che insieme ad altri partiti comunisti e al Congresso Nepalese avevano sostenuto la rivolta popolare del 1990. Manmohan Adhikari fu eletto presidente, Madan Bhandari fu segretario generale. Il Partito assunse come propria linea ideologica il marxismo-leninismo, sviluppando rapporti amichevoli con i partiti comunisti al potere in Cina, Cuba, Vietnam, Laos e Corea del Nord.
Nel 1993 si tenne il I Congresso del Partito (anche se fu indicato come il V Congresso, in quanto l'UML si riteneva la continuazione del Partito Comunista del Nepal). Il Congresso riconfermò il presidente e il segretario; tuttavia, Bhandari morì nello stesso anno e fu sostituito da Madhav Kumar Nepal.

### Partecipazione ai governi e atteggiamento verso la monarchia
Nel dicembre 1994 il PCN(UML) formò un governo di minoranza, con Manmohan Adhikari come primo ministro e Madhav Kumar Nepal viceprimo ministro e ministro degli Esteri. Nel 1997 prese parte al governo del Partito Rashtriya Prajatantra e del Partito Nepal Sadbhavana, l'unico senza il Congresso Nepalese.
Nel marzo 1998, per il sostegno al Trattato del Mahakali con l'India, l'UML subì alcune scissioni, fra cui quella del Partito Comunista del Nepal (marxista-leninista). Alle elezioni del 1999 riuscì a raggiungere comunque un considerevole successo, ottenendo il 31,61% dei voti, ma senza essere in grado di battere il Congresso Nepalese. La scissione con il PCN(ml) fu sanata nel 2002.
Manmohan Adhikari morì nel 1999 e la posizione di presidente fu di fatto abolita. Madhav Kumar Nepal implementò una linea orientata verso la conquista della democrazia multipartitica e la monarchia costituzionale, venendo criticato per non rivendicare la convocazione di un'Assemblea Costituente che abolisse la monarchia.
Il VII Congresso del Partito (Janakpur, febbraio 2003) riaffermò la leadership di Madhav Kumar Nepal, abolendo ufficialmente la carica di presidente e accettando i suoi orientamenti politici e programmatici.

### Dopo la caduta della monarchia
Quando Gyanendra, nel 2003, depose il primo ministro Sher Bahadur Deuba e sciolse il parlamento, l'UML si unì al movimento di protesta contro la monarchia e riuscì ad egemonizzarlo per un certo periodo. A seguito della marcia indietro di Gyanendra, che tornò a nominare Sher Bahadur Deuba primo ministro, l'UML si unì al governo provvisorio, che venne disciolto il 19 maggio.
Dopo che Gyanendra ebbe dissolto il parlamento e il governo nel 2005, il PCN(UML) si unì all'Alleanza dei Sette Partiti e nel 2006 entrò nel governo ad interim, dopo la caduta della dittatura monarchica, sostenendo Girija Praisad Koirala come primo ministro. L'UML svolse inoltre un importante ruolo nel promuovere la pace con i maoisti di Prachanda.
Nelle elezioni del 2008 per l'Assemblea Costituente, Madhav Kumar Nepal si rifiutò di allearsi con il Partito Comunista del Nepal (maoista), temendo che l'UML fosse messo in ombra. Tuttavia, questo si rivelò un errore: i maoisti ottennero il 30,52%, mentre l'UML si arrestò al 21,63% dei voti; inoltre, perse la tradizionale "roccaforte" di Kathmandu e lo stesso Kumar Nepal fu sconfitto dal candidato di Prachanda.
A maggio, Madhav Kumar Nepal rassegnò le proprie dimissioni in favore di Amrit Kumar Bohara; in seguito, l'UML abbandonò il governo, affermando che il verdetto popolare si era espresso in favore del PCN (maoista) e non dell'UML.
Il 17 maggio 2018 si fonde con il Partito Comunista del Nepal (centro maoista), con il quale nel frattempo ha vinto le elezioni, per creare il Partito Comunista Nepalese.

## Organizzazioni affiliate
Il PCN (UML) egemonizza alcune organizzazioni di massa.
L'Unione Libera Nazionale degli Studenti di tutto il Nepal e la Federazione Giovanile Nazionale Democratica, due estese organizzazioni di giovani e studenti progressisti, sono entrambe controllate dall'UML.
La Federazione Generale dei Sindacati Nepalesi, benché sia composto anche da membri di altri partiti, è a sua volta strettamente legata all'UML.